# Étoile violette
Pour plus de détails, voir Fiche technique et Distribution.
Étoile violette est un court métrage français d'Axelle Ropert réalisé en 2004.

## Synopsis
Un jeune tailleur se rend à un cours du soir. Le professeur souhaite faire partager à ses élèves l'expérience de la solitude de Jean-Jacques Rousseau. Le jeune tailleur rencontre en rêve Rousseau et cherche à le protéger de lui-même.

## Équipe technique
- Image : Céline Bozon
- Son : Laurent Gabiot, Benjamin Laurent
- Décor : Renaud Legrand
- Montage : Cyril Leuthy

## Distribution
- Serge Bozon : le jeune tailleur
- Lou Castel : Jean-Jacques Rousseau
- Emmanuel Levaufre : le professeur
- Laurent Talon : un élève
- Gilles Esposito : un élève
- Camille Cayol : un élève
- Marielle Grillet : un élève
- Pascale Bodet : un élève
- Pierre Léon : un élève
- Vladimir Léon : un élève

## Chansons
- My Bonny Miner Lad de Shirley Collins
- Milk and Honey de Jackson C. Frank
- Hey miss Cane de Devendra Banhart[1]

## Distinctions
Ce film a été sélectionné à la Quinzaine des réalisateurs au Festival de Cannes 2005.
Il a aussi été sélectionné la même année au festival Côté court de Pantin où il a reçu les Prix de la Presse et du Groupement national des cinémas de recherche. Emmanuel Levaufre y a reçu le Prix d'interprétation masculine.

## Télévision
Il a été fait d'Étoile violette un autre montage, d'une durée de trente minutes, à la demande de la chaîne de télévision Arte qui l'a diffusé le 8 avril 2005. Cette autre version s'intitule Jean-Jacques.